# ロールス・ロイス・シルヴァースピリット

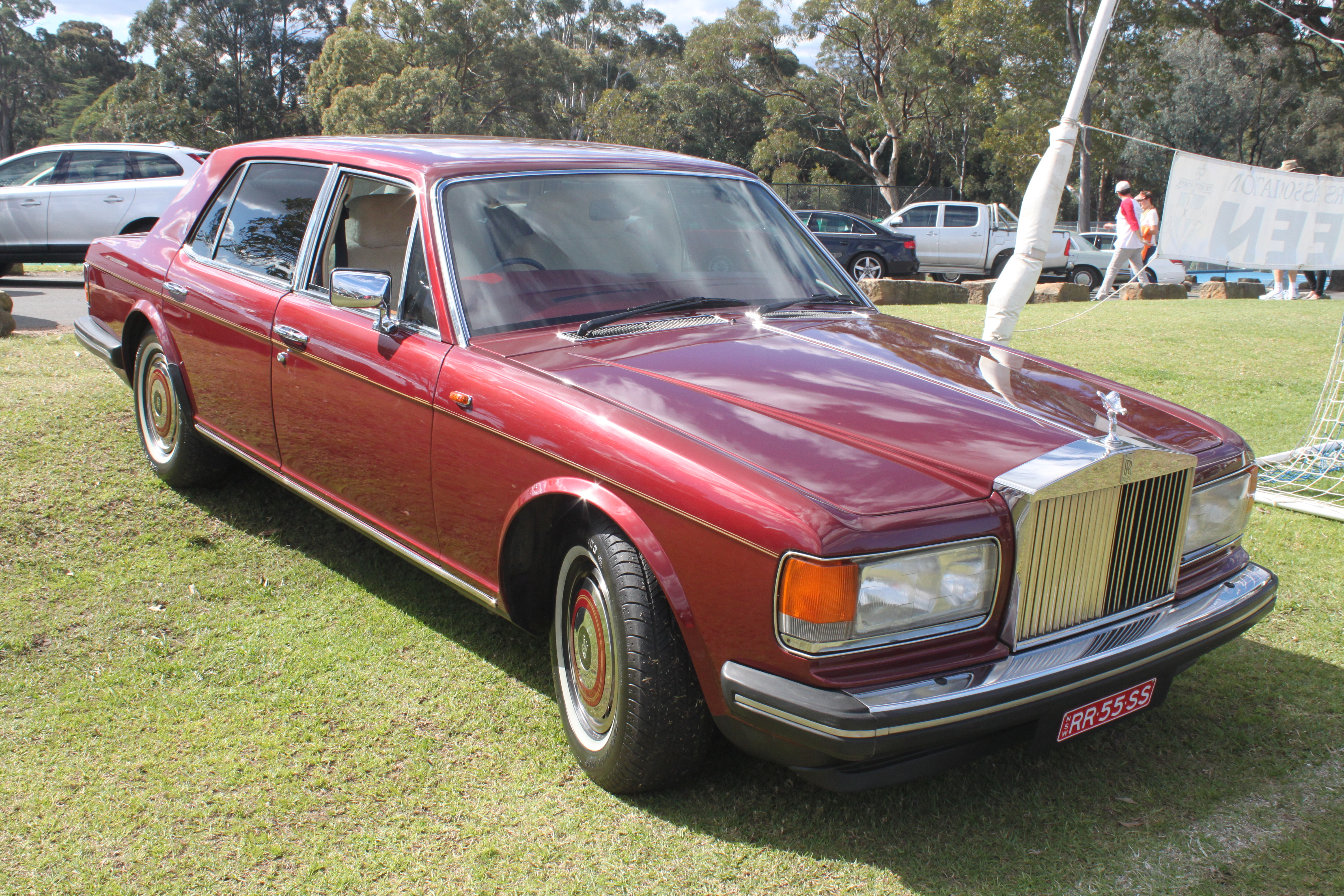
シルヴァースピリット

シルヴァースピリット（Silver Spirit ）はイギリスの自動車メーカーであるロールス・ロイスが1980年から1996年まで製造した高級車である。ロングホイールベース化され後席の空間をさらに広げたシルヴァースパーなど、多数のバリエーションが存在する。

## 概要
派生車種とともに1980年代のロールス・ロイスを代表する車種であり、世界的には他車との性能比較といった世俗的な表現を超越した権威の象徴の位置にあり、人生の成功と最高のゆとりを享受する階層の自動車であった。1980年代の日本国内においても、当時の特権階級や富裕層の中でも、過去からの系譜による層とバブル景気の恩恵による新規参入層のごく一部の人々に好まれ、優雅さとやすらぎを備え、自動車の世界で最高の調度品とされていた。
1980年にシルヴァーシャドウIIからフルモデルチェンジし、同時に姉妹車のベントレー・ミュルザンヌがデビューした。社内の開発コードから、シルヴァースピリットとその派生車種は総合してSZ系と呼ばれる。
1990年代の世界的な不況の影響によって、1998年にフルモデルチェンジされた後継のシルヴァーセラフはBMWとの共同開発となり、純然たるロールス・ロイスの車種としてはこのSZ系が最後となった。

## 歴史

### 初代
先代に当たるシルヴァーシャドウIIに比べひとまわり大きくなったが、ホイールベースは大きく変わらない。
フロントマスクはパルテノン神殿を模した伝統のグリル（ハンドメイドによるステンレス製で約180万円）を中心に、それまでの丸目ヘッドライトは廃し、角目2灯の異形ハロゲンライトを採用した（アメリカ仕様は角目4灯）。全体的なスタイリングは全面的に一新され、それまでの曲線で構成された伝統的かつ貴族趣味的なデザインから解き放たれた。外装はアクリルラッカー塗料仕上げで、2種類の下塗りの上にもう一度下塗りし、3種類の上塗り、さらに2種類の仕上げ塗装を行なっている。車体保護に11種類ものサビ止め塗装が施されている。ウエストラインも低くされ、ドアの窓にはロールス・ロイスとして初めてカーブド・ガラスが採用された。
エンジンは基本的に従来型のL410型で、水冷90度V型8気筒OHV、内径φ104.1×行程99.1mmの6,747cc。最高出力等はロールス・ロイスの古くからの伝統で未公表だが、従来のシルヴァーシャドウIIからは大幅に出力向上しているとみられる。デビュー当初はキャブレターだったが、1986年にボッシュ製Kジェトロニック燃料噴射装置付きとなった。最高速度は193km/hに達する。
トランスミッションはGM製3ATの組み合わせで、ブレーキは前後ともベンチレーテッドディスク。タイヤは235/70HR15。最小回転半径は5.8m。
製造販売台数8,129台。

### 第2世代
1989年のフランクフルトモーターショーにて発表。車名はシルヴァースピリットIIに変更された。
メカニズム面が大幅にリファインされたが、搭載エンジンについては数値的変更はない。1990年にボッシュ製Kモトロニック燃料噴射装置が装備された。改良の結果として最高速度は208km/hに達し、0→100km/h加速は11.1秒であった。自動可変ダンパーシステムを搭載することによって乗り心地も向上し、車両制御にコンピュータが大々的に導入され、それらにより大幅な進歩を遂げた。
塗料はウレタンへ変更され、丁寧な仕上げに変わりはないものの手入れが格段に楽になった。インパネも変更され、警告灯がさらに追加された。ステアリングが黒く細い熱硬化樹脂製から革巻きに変更された。この時代のロールス・ロイスは長い歴史と伝承による頑固な職人気質で、数多くの熟練工が、それぞれ最高のものを最善の工程で完成させていた。クランクケースやシャフト等金属部品の寸法精度を8週間もかけ全数計測したり、組み上げたエンジンは2時間かけて作業台でテストされた後に搭載された。内装の革は有刺鉄線のない牧場で飼われた高級牛皮のコノリーレザーが選ばれ、1台につき十数頭もの牛皮を使用した。
1992年にはトランスミッションを4速ATへ変更した。その他以前のモデルと同じくマイナーチェンジ以下の小規模な各部改良、変更が幾度となく行われている。
製造販売数は1,152台。

### 第3世代
1994年に2度目のマイナーチェンジを実施。車名はシルヴァースピリットIIIに変更された。
エクステリアの変更は小幅でマフラーが片側2本出しになった。内装は基本的な構造をIIとともにするものの、ステアリングは太くなり革巻きのエアバッグ付きへと近代化し、ダッシュボードにはステッチ入りのレザーが贅沢に張られる。加えてシートもデザインが変更された。もちろんこの時代のロールス・ロイス/ベントレーが使用するレザーは最高グレードのコノリーレザーである。エンジンについてはダイレクト・イグニッションシステムを新たに装備することによって効率よくパワーを生み出せるように進化した。日本での販売価格は2280万円。製造販売台数は211台。

### 第4世代

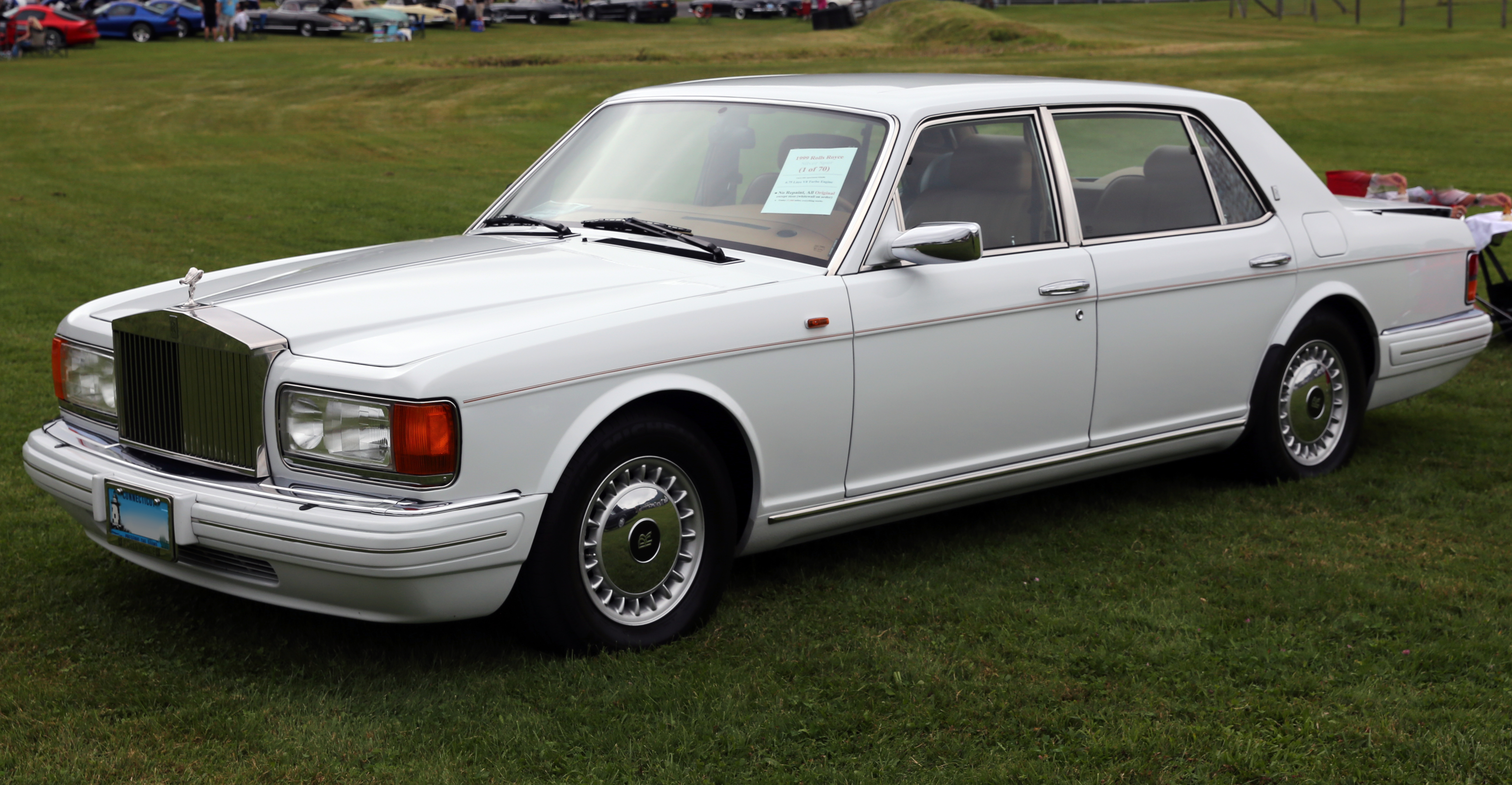
シルヴァースピリット (第4世代)

1996年に3度目のマイナーチェンジを実施。4世代目のモデルとなるが、日本で忌み数とされる「4」を避けるため、車名はローマ数字を冠さないシルヴァースピリットに戻された。
外観には空力特性を重視するため多岐にわたる変更が加えられた。前席ドアの三角窓は廃止され、ドアミラーの形状も改められ、前後バンパーは大型化かつボディ同色化された。伝統のフロントグリルは3cmほど低くされた。内装も基本デザインは不変なものの、細部にわたり更新されている。
ロールス・ロイスの経営難により、1997年をもって販売終了となった。